# Gottlieb Müller (Maler, 1883)

Plakat von Gottlieb Müller für die Aargauische Landwirtschaftliche Ausstellung (1911)

Gottlieb Müller (* 3. Juni 1883 in Brugg, Kanton Aargau; † 3. August 1929, heimatberechtigt in Brugg und Hirschthal) war ein Schweizer Lithograph, Maler und Radierer.

## Leben und Werk
Gottlieb Müller war der Sohn des Primarlehrers Gottlieb Müller. Er absolvierte bei der Firma Winter in Zürich eine Lithographen-Lehre. 1902 ging er auf Wanderschaft, die ihn für ein Jahr nach Ulm und zwei Jahre nach Paris führte. Später hielt er sich in Leipzig, München und Dresden auf. In Belgien, wo er sich in Brüssel, Antwerpen, Mechelen und Gent aufhielt, schuf Müller die ersten Radierungen und Grafiken, die ihn zu einem geschätzten Künstler machten. Später lebte er für weitere drei Jahre in Paris.
Als Müller 1913 wieder in der Schweiz war, arbeitete er bei Orell Füssli in Zürich. Anschliessend liess er sich als freischaffender Künstler in Brugg nieder. 1922 heiratete er Irma, geborene Hohl. Müller wurde 1925 der Nachfolger von Emil Anner an der Bezirksschule Brugg, wo er bis zu seinem Tod als Zeichenlehrer tätig war.